# Phönix Bellheim
FC Phönix 1921 e. V. Bellheim é uma agremiação alemã, fundada a 11 de fevereiro de 1921, sediada em Bellheim, na Renânia-Palatinado.

## História

Histórico logo

O clube não chegou a se notabilizar até o término da Segunda Guerra Mundial, quando passou a fazer parte da Amateurliga Vorderplatz (III) de 1947 a 1952 e a Amateurliga Südwest (III) de 1952 a 1962. A equipe chegou a disputar o título nacional amador alemão em 1962 e 1969, quando avançou até as semifinais, mas perdeu por 1 a 0 para o eventual campeão SC Tegel.
Após a instauração da Bundesliga, em 1963, a divisão profissional da Alemanha, o Bellheim passou a fazer parte da Regionalliga Südwest (II), na qual obteve maus resultados até ser finalmente rebaixado em 1967.
Depois de quatro temporadas na Amateurliga Südwest, o time ganhou o título da divisão, em 1971 e participou de forma bem sucedida para alcançar o seu caminho de volta à Regionalliga que era então um circuito de terceira divisão após a introdução da 2. Bundesliga. O clube, contudo, não fez boa campanha. 
O décimo-sexto lugar o rebaixou novamente em 1973. Sua trajetória descendente continuou na sequência de um décimo-terceiro lugar na Amateurliga. Entre 1985 a 1992 a equipe fazia parte da Verbandsliga Südwest (V) e atualmente compete na Bezirksklasse Vorderpfalz/Süd (IX).

## Títulos
- 1962 - Amateurliga Südwest;
- 1971 - Amateurliga Südwest;